# Nain (Iran)
Pour les articles homonymes, voir Nain.
Nain ou Na'in (en persan : نائین, Nā'īn) est une ville du centre de l'Iran située dans la province d'Ispahan.
Cette ville possède l'une des plus anciennes mosquées de l'Iran, et un fort de l'époque des Sassanides appelé Narin Ghal'eh (?)[pas clair].

## Géographie
Na’in (également connue sous les noms de Naein et Naeen) se situe à 170 km au nord de Yazd et à 140 km à l’est d’Ispahan et couvre une superficie de près de 35 000 km². Na’in se situe à 1545 m d’altitude. Comme une grande partie du plateau iranien, elle connaît un climat désertique, avec une température maximale de 41 °C en été et un minimum de −9 °C en hiver.
Lors du recensement de 2011, sa population s'élevait à 25 379 dans 7 730 familles.

### Gestion de l'eau
La particularité de cette ville est l'utilisation des Ab anbars, réservoirs traditionnels d'eau potable en Iran.
Elle est aussi l'un des meilleurs endroits pour voir les qanats fonctionner.

## Monuments et endroits remarquables de Na’in
La mosquée du Vendredi ou mosquée Jameh, l’une des quatre premières mosquées construites en Iran après l’invasion arabe; la forteresse préislamique de Narej; une maison traditionnelle de Pirnia; le  vieux bazar du XVIe siècle; Rigareh, un moulin à eau à base de qanat; et un Zurkhaneh (un lieu de sport traditionnel).

### La mosquée du Vendredi (ou mosquée Jameh)

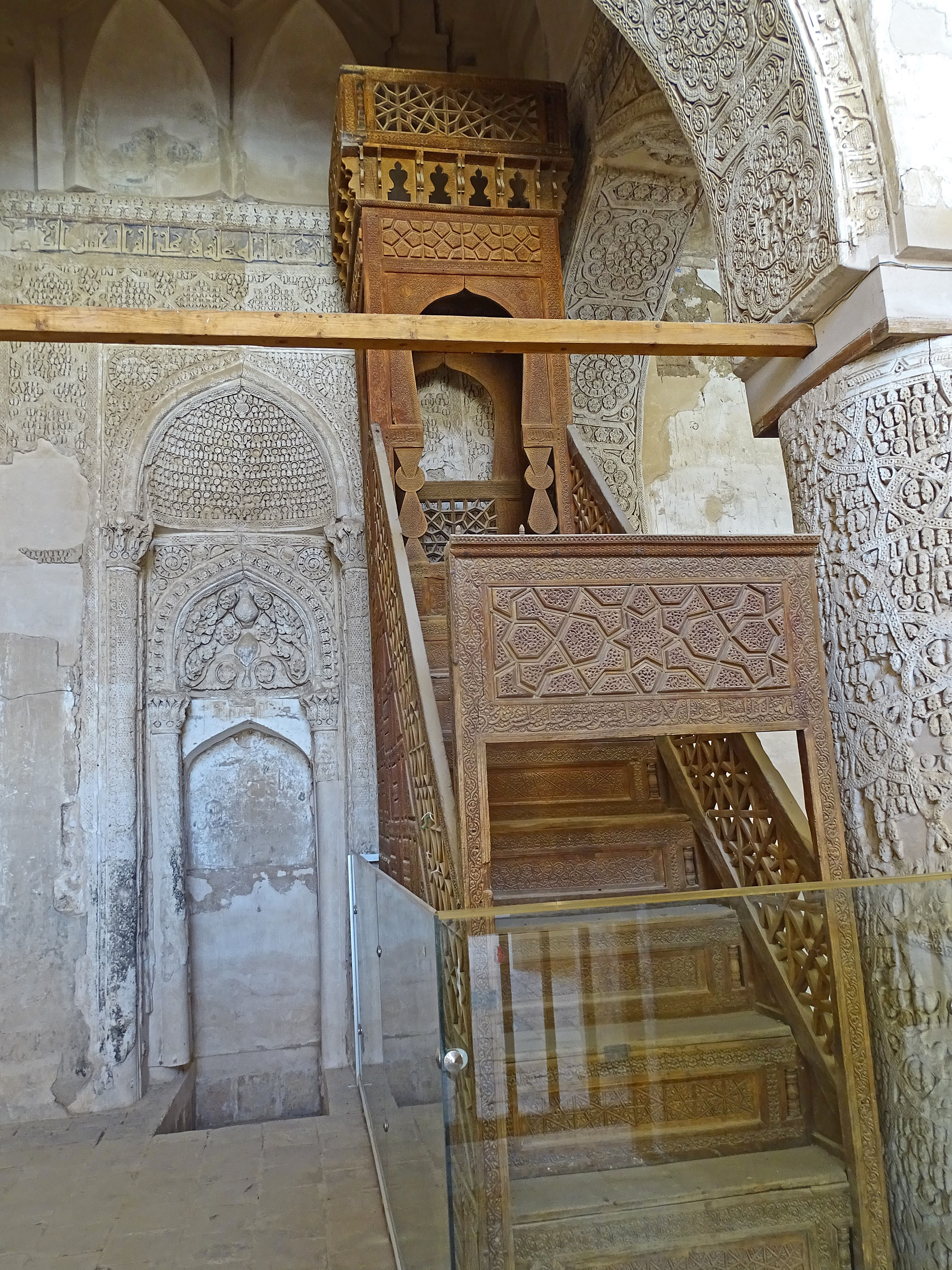
Mihrab et minbar de la mosquée du Vendredi, Na'in

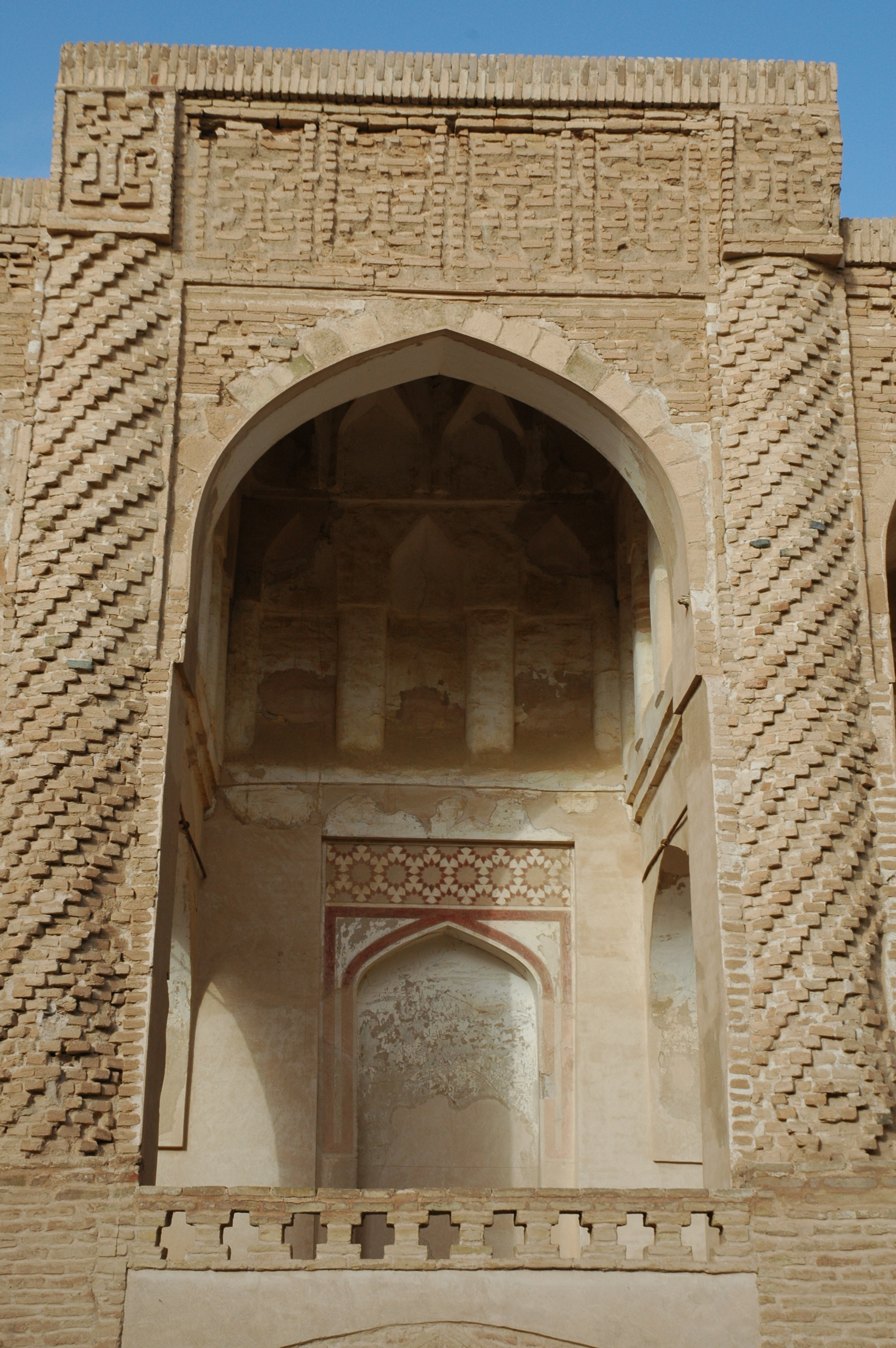
La mosquée du Vendredi

La construction initiale de la mosquée Jameh remonte au VIIIe siècle de notre ère, mais l'ensemble du complexe a été construit progressivement.
Son sous-sol a peut-être servi de temple du feu avant la construction de la mosquée.
Cette mosquée n'a ni Iwan ni dôme, contrairement aux autres mosquées célèbres d'Ispahan et de Yazd. Un minaret octogonal de 28 m de haut a été ajouté il y a près de 700 ans.
Des carreaux en albâtre laissent entrer la lumière dans tout le sous-sol.
L'une des œuvres d'art les plus raffinées de la mosquée est la chaire en marqueterie de bois (persan: menbar). Le charpentier, il y a environ 700 ans d'après l'inscription en bois sur le côté gauche de la chaire, associa les pièces en bois comme des pièces de puzzle.

Un canal d'eau souterrain passe sous la mosquée. Un escalier relie la mosquée au canal et aux pièces situées au-dessus. Dans le passé, les gens utilisaient cette eau pour les ablutions avant les prières.
Le sous-sol était autrefois une salle de prière fréquentée lors des étés chauds et des hivers froids. La température dans le sous-sol est toujours modérée et ne varie jamais entre 10 et 15 degrés.

### Le moulin à eau souterrain (Rigareh)
Le moulin à eau installé sur le qanat - est situé dans le quartier de Mohammadieh. Certains historiens pensent que ce chef-d'œuvre d'ingénierie remonte à l'ère préislamique. Le couloir d'accès au moulin a une longueur d'environ 133 m. L'eau est fournie par le qanat de Keykhosrow qui remplit l’énorme réservoir d’eau de 9 mètres de diamètre. Le moulin est placé à environ 28 m sous terre. Lorsque la pression est suffisante, l'eau est libérée et fait tourner la turbine.
C'est l'un des rares endroits du pays où les visiteurs peuvent pénétrer à l'intérieur d'un Qanat.
Mais depuis l'avènement de l'électricité pour moudre le blé et l'orge, ce moulin à eau fait désormais partie de l'histoire.
|  |  |  |

### La citadelle de Narenj
Narenj Qal'e est un vestige d'une structure également appelée château de Narenj. Les matériaux de construction utilisés dans le château, ainsi que son style d'architecture, confortent l'idée qu'il a été construit à l'époque pré-islamique. Il pourrait appartenir à la période Parthe. L'historien et chercheur Estakhri a mentionné la présence d’un fossé avec un périmètre de plus de 900 mètres creusé autour du château.

## Économie
À l'international, la ville est réputée pour la fabrication de tapis de grande qualité, qui ont pris le nom de la ville.